# Naturschutzgebiet Kehling / Stuckerlen
Das Naturschutzgebiet Kehling / Stuckerlen mit einer Größe von 14,5 ha lag südlich von Wennemen im Stadtgebiet von Meschede. Das Gebiet wurde 1994 mit dem Landschaftsplan Meschede durch den Hochsauerlandkreis als Naturschutzgebiet (NSG) ausgewiesen. Bei der Neuaufstellung des Landschaftsplanes Meschede wurde das NSG dann Teil vom neuen Naturschutzgebiet Ruhrtal mit Wennemündung.

## Gebietsbeschreibung
Im NSG befand sich ca. 1,6 km langer leicht mäandrierender Abschnitt der Ruhr, ein Buchenwald, ein ehemaliger Kalksteinbruch, Mähwiesen. Die Ruhr im NSG hat  Strukturelemente eines naturnahen Mittelgebirgsflusses wie Steilwände, Prallhängen, Flachwasserzonen, Schotteräenke und Ufergehölze auf. Das Ufergehölz ist meistens lückig ausgebildet, dehnt sich aber im Bereich des angrenzenden Hanges in Form eine relativ dichten Gehölzbestandes aus. Am Südostrand des Gebietes befindet sich ein kleinflächiger Buchenbestand mit Schluchtwaldcharakter und ein Kalksteinbruch. Auf der trocken-warmen Steinbruchsohle kam ein Mager- und Halbtrockenrasen vor. Im Naturschutzgebiet kommen seltene Pflanzenarten vor. Es wurden zahlreiche gefährdete Pflanzenarten nachgewiesen. Das NSG-Gebiet wurde 1994 als reich strukturierten Biotopkomplex von regionaler Bedeutung eingestuft.

## Schutzzweck
Wie alle Naturschutzgebieten im Landschaftsplangebiet wurde das NSG „zur Erhaltung von Lebensgemeinschaften oder Lebensstätten bestimmter wildlebender Pflanzen und wildlebender Tierarten, aus wissenschaftlichen, naturgeschichtlichen, landeskundlichen oder erdgeschichtlichen Gründen oder wegen der Seltenheit, besonderen Eigenart oder hervorragenden Schönheit einer Fläche oder eines Landschaftsbestandteils“ als NSG ausgewiesen.
Zum Schutzzweck speziell des NSG führte der Landschaftsplan 1994, neben den normalen Schutzzwecken für alle NSG im Landschaftsplangebiet, auf: „Erhaltung eines arten- und strukturreichen Biotopkomplexes von regionaler Bedeutung bestehend aus schattig-kühlem Schatthangwald, blütenpflanzenreichem Kalksteinbruch und naturnahen Mittelgebirgsfluss mit Steilufern, Uferhochstaudefluren und Weidengebüsch; hohe strukturelle Vielfalt; wertvoll für Pflanzen und Reptilien; Rote-Liste-Pflanzenarten; bedeutsames erdgeschichtliches Objekt, Gebiet fällt unter § 20 c BNatSchG.“